# レスリー・フェラ
レスリー・フェラ（Lesley Fera）は、アメリカ合衆国の女優。

## 出演作品
- プリティ・リトル・ライアーズ（ヴェロニカ・ヘイスティングス）
- サウスランド